# Матч знаменитостей НБА
Матч знаменитостей НБА (англ. NBA All-Star Celebrity Game) — ежегодная выставочная игра в рамках Звёздного уикенда НБА, в которой принимают участие завершившие карьеру звёзды НБА, игроки ЖНБА, актёры, музыканты и спортсмены различных видов спорта.
Матч знаменитостей впервые был проведён в 2003 году в Атланте, Джорджия. Матч проводится в пятницу перед Матчем всех звёзд. Игра проводится на площадке, на которой проходит NBA Jam Session, в отличие от других событий «Звёздной субботы».

## Правила
Матч проводится по стандартным правилам НБА. Однако существует несколько изменений в правилах, которые используются в этой игре.
- Матч состоял из четырёх четвертей по 8 минут с 2003 по 2011 годы. С 2012 года, время четвертей было увеличено до 10 минут[5].
- Каждой команде разрешается один тайм-аут в каждой половине матча.
- С 2003 по 2012 годы игровое время останавливалось только в случае тайм-аутов, в последние две минуты второй и четвёртой четвертей, или по усмотрению судей. С 2013 года время останавливается в последние две минуты каждой четверти, во время тайм-аутов, овертайма и по усмотрению судей.
- Овертайм длится две минуты, каждой команде разрешается один тайм-аут за овертайм плюс любой, не используемый в регламенте.
- В матче нет фол-аутов (перебор фолов). Однако, игроки и/или тренеры могут получить технический фол и быть удалены из игры.
- До 2005 года не выбирался Самый ценный игрок матча (MVP). С 2005 по 2010 годы присутствующие представители СМИ голосовали за MVP. С 2011 года болельщики матча и телезрители голосуют за MVP посредством текстовых сообщений и социальных сетей[6].
- В 2015 году было введено правило «shot clock», то есть в последние пять секунд владения были добавлены десятые секунды. Такое правило появилось в НБА в сезоне 2011/12.
- В 2018 году в 2 футах (0,61 м) от вершины трёхочковой линии появилась наклейка, попадание с которой даёт 4 очка, но она была активна только со второй половины игры. Чтобы набрать 4 очка, нога игрока должна касаться любой части наклейки. С 2019 года четырёхочковая наклейка стала четырёхочковой линией, находящейся в ярде (0,91 м) от трёхочковой, и эта линия используется на протяжении всей игры. Нога игрока должна находиться за этой линией, чтобы набрать 4 очка[7].

## Самый ценный игрок Матча знаменитостей
| Год  | Победитель                    |
| ---- | ----------------------------- |
| 2005 | Брайан МакНайт                |
| 2006 | Nelly¹                        |
| 2007 | Тони Поттс                    |
| 2008 | Террелл Оуэнс                 |
| 2009 | Террелл Оуэнс (2)             |
| 2010 | Майкл Рапапорт                |
| 2011 | Джастин Бибер¹                |
| 2012 | Кевин Харт                    |
| 2013 | Кевин Харт (2)                |
| 2014 | Кевин Харт (3) и Арне Дункан² |
| 2015 | Кевин Харт (4)¹               |
| 2016 | Уин Батлер                    |
| 2017 | Брэндон Армстронг             |
| 2018 | Quavo                         |
| 2019 | Famous Los                    |
| 2020 | Common                        |

1 — получил награду, хотя его команда проиграла.

2 — Изначально награду выиграл Харт, но отдал её Дункану.

## Матч знаменитостей 2003
Первый Матч знаменитостей был проведён в пятницу 7 февраля 2003 в «Georgia World Congress Center» в Атланте, Джорджия.
В игре приняли участие такие знаменитости, как Джастин Тимберлейк и Джейми Фокс, так же в матче играли вместе игроки женской НБА, легенды НБА и другие знаменитости. Тренерами команд стали бывшие игроки НБА и аналитики шоу «Inside the NBA» Кенни Смит и Чарльз Баркли. Победу со счётом 46:43 одержала команда Смита.
| 7 февраля 2003 | Протокол | Сэр Чарльз и Court Jesters | 43:46 | Кенни Смит и Jets | Georgia World Congress Center, Атланта, Джорджия |

| Игрок                                                                | Род деятельности |
| -------------------------------------------------------------------- | ---------------- |
| Марк МакГрат                                                         | Певец            |
| Ice Cube                                                             | Актёр/Рэпер      |
| Nelly                                                                | Рэпер/Продюсер   |
| Тим МакГро                                                           | Певец            |
| Тиша Пенишейру                                                       | Игрок ЖНБА       |
| Мозес Мэлоун                                                         | Легенда НБА      |
| Никки МакКрэй                                                        | Игрок ЖНБА       |
| Спад Уэбб                                                            | Легенда НБА      |
| Главный тренер: Чарльз Баркли (Легенда НБА/Аналитик TNT/Телеведущий) |                  |

| Игрок                                                      | Род деятельности  |
| ---------------------------------------------------------- | ----------------- |
| Джастин Тимберлейк                                         | Певец/Актёр       |
| Джейми Фокс                                                | Певец/Актёр       |
| Роджер Лодж                                                | Актёр/Телеведущий |
| Ребекка Лобо                                               | Игрок ЖНБА        |
| Сью Бёрд                                                   | Игрок ЖНБА        |
| Джонатан Липники                                           | Актёр             |
| Мануте Бол                                                 | Легенда НБА       |
| Энтони Андерсон                                            | Актёр             |
| Магси Богз                                                 | Легенда НБА       |
| Брайан МакНайт                                             | Певец             |
| Главный тренер: Кенни Смит (Бывший игрок НБА/Аналитик TNT) |                   |

## Матч знаменитостей 2004
Матч знаменитостей НБА МакДоналдс 2004 был проведён 13 февраля 2004 года в «Los Angeles Convention Center» в Лос-Анджелесе, Калифорния.
Хотя Ричард Джефферсон и набрал больше всех очков (16), его команда всё-таки уступила 52:60.
| 13 февраля 2004 | Протокол | Баффало Брейвз | 60:52 | Миннеаполис Лейкерс | Los Angeles Convention Center, Лос-Анджелес, Калифорния |

| Игрок                                                             | Род деятельности  |
| ----------------------------------------------------------------- | ----------------- |
| Сью Бёрд (2)                                                      | Игрок ЖНБА        |
| Ник Картер                                                        | Певец/Актёр       |
| Том Кавана                                                        | Актёр             |
| Моррис Честнат                                                    | Актёр             |
| DJ Clue                                                           | Рэпер             |
| Дональд Фэйсон                                                    | Актёр             |
| Марк Джексон                                                      | Игрок НБА         |
| Роджер Лодж (2)                                                   | Актёр/Телеведущий |
| Куттино Мобли                                                     | Игрок НБА         |
| Nelly (2)                                                         | Рэпер             |
| Генри Симмонс                                                     | Актёр             |
| Главный тренер: P. Diddy (Рэпер)                                  |                   |
| Помощник главного тренера: Пэрис Хилтон (Светская львица/Актриса) |                   |
| Генеральный менеджер: Грег Энтони (Аналитик ESPN)                 |                   |

| Игрок                                              | Род деятельности     |
| -------------------------------------------------- | -------------------- |
| Билл Беллами                                       | Актёр/Комедиант      |
| Ник Кэннон                                         | Актёр/Певец          |
| Кевин Харт                                         | Актёр/Комик          |
| Стив Хауи                                          | Актёр                |
| Ричард Джефферсон                                  | Игрок НБА            |
| Марк МакГрат (2)                                   | Певец/Телеведущий    |
| Фрэнки Муниз                                       | Актёр                |
| Шон Пол                                            | Дэнсхолл-исполнитель |
| Майкл Рапапорт                                     | Актёр                |
| Никки Тизли                                        | Игрок ЖНБА           |
| Главный тренер: Эштон Кутчер (Актёр)               |                      |
| Помощник главного тренера: Лиза Лесли (Игрок ЖНБА) |                      |
| Генеральный менеджер: Билл Уолтон (Аналитик ESPN)  |                      |

## Матч знаменитостей 2005
Матч знаменитостей НБА МакДоналдс 2005 был проведён 18 февраля 2005 года в «Colorado Convention Center» в Денвере, Колорадо.
Рэпер Nelly, поп-рок певец Райан Кабрера, рэпер и актёр Ice Cube, а также актёр Дэнни Мастерсон были одними из знаменитостей, которые приняли участие в матче. Корреспондент «Entertainment Tonight» Кевин Фрейзер провёл первую половину игры за «Nuggets», а вторую уже за «Denver». R&B певец Брайан МакНайт совершил победный бросок и был признан MVP матча.
| 18 февраля 2005 | Протокол | Команда Денвер | 54:55 | Команда Наггетс | Colorado Convention Center, Денвер, Колорадо |

| Игрок                                               | Род деятельности  |
| --------------------------------------------------- | ----------------- |
| DJ Clue (2)                                         | Рэпер             |
| Джермейн Дюпри                                      | Рэпер             |
| Бекки Хэммон                                        | Игрок ЖНБА        |
| Лиза Лесли                                          | Игрок ЖНБА        |
| Роджер Лодж (3)                                     | Актёр/Телеведущий |
| Дэнни Мастерсон                                     | Актёр             |
| Марк МакГрат (3)                                    | Певец/Телеведущий |
| Уилмер Вальдеррама                                  | Актёр             |
| Главный тренер: Андре Миллер (Игрок НБА)            |                   |
| Помощник главного тренера: Вивика А. Фокс (Актриса) |                   |
| Генеральный менеджер: Грег Энтони (Аналитик ESPN)   |                   |

| Игрок                                                | Род деятельности              |
| ---------------------------------------------------- | ----------------------------- |
| Райан Кабрера                                        | Певец                         |
| Дональд Фэйсон (2)                                   | Актёр                         |
| Кевин Фрейзер                                        | Корреспондент                 |
| Эрик Костон                                          | Профессиональный скейтбордист |
| Брайан МакНайт (2)                                   | Певец                         |
| Nelly (3)                                            | Рэпер                         |
| Никеша Сейлс                                         | Игрок ЖНБА                    |
| Дайана Таурази                                       | Игрок ЖНБА                    |
| Главный тренер: Эрл Бойкинс (Игрок НБА)              |                               |
| Помощник главного тренера: Габриэль Юнион (Актриса)  |                               |
| Генеральный менеджер: Стивен А. Смит (Аналитик ESPN) |                               |

## Матч знаменитостей 2006
Матч знаменитостей НБА МакДоналдс 2006 был сыгран 17 февраля 2005 года в «George R. Brown Convention Center» в Хьюстоне, Техас.
Nelly был назван MVP матча, набрав 14 очков и сделав 12 подборов, хотя его команда и проиграла 33:37.
| 17 февраля 2006 | Протокол | Клатч-Сити Тим | 37:33 | Эйч-Таун Тим | George R. Brown Convention Center, Хьюстон, Техас |

| Игрок                                             | Род деятельности |
| ------------------------------------------------- | ---------------- |
| Bow Wow                                           | Рэпер/Актёр      |
| Свин Кэш                                          | Игрок ЖНБА       |
| Ice Cube (2)                                      | Актёр/Рэпер      |
| Дональд Фэйсон (3)                                | Актёр            |
| Эндрю Файрстоун                                   | Актёр            |
| Кевин Фрейзер (2)                                 | Корреспондент    |
| Кристофер Мелони                                  | Актёр            |
| Главный тренер: Куин Латифа (Певица/Актриса)      |                  |
| Генеральный менеджер: Грег Энтони (Аналитик ESPN) |                  |

| Игрок                                                | Род деятельности |
| ---------------------------------------------------- | ---------------- |
| Карлос Бернард                                       | Актёр            |
| Крис Браун                                           | Певец            |
| Ник Кэннон (2)                                       | Актёр/Певец      |
| Бекки Хэммон (2)                                     | Игрок ЖНБА       |
| Nelly (4)                                            | Певец/Актёр      |
| Тони Поттс                                           | Корреспондент    |
| Брэндон Раут                                         | Актёр            |
| Главный тренер: Ева Лонгория (Актриса)               |                  |
| Генеральный менеджер: Стивен А. Смит (Аналитик ESPN) |                  |

## Матч знаменитостей 2007
Матч знаменитостей НБА МакДоналдс 2007 представленный «2K Sports» был сыгран 16 февраля 2007 в «Las Vegas Convention Center» в Винчестере, Невада.
Джейми Фокс должен был принять участие в матче, но не сыграл, из-за выступления на концерте позже в ту же ночь. Дональд Фэйсон начал матча за Восток, но был переведён в команду Запада во второй четверти. В третьей четверти раннинбек «Нью-Орлеан Сэйнтс», игрок Запада Реджи Буш слегка вывихнул правую лодыжку и выбыл до конца игры. Тем не менее, его партнёр по команде, корреспондент «Access Hollywood» Тони Поттс набрал 14 очков и сделал 8 подборов, благодаря чему он был назван MVP игры, а Запад выиграл 40:21. Во время игры талисман «Юта Джаз» Джазз Бир, репортёр ESPN Джим Грэй, и бывший игрок НБА Джером Уильямс провели несколько минут в игре.
| 16 февраля 2007 | Протокол | Запад | 40:21 | Восток | Las Vegas Convention Center, Винчестер, Невада |

| Игрок                                                | Род деятельности  |
| ---------------------------------------------------- | ----------------- |
| Bow Wow (2)                                          | Рэпер/Актёр       |
| Реджи Буш                                            | Игрок НФЛ         |
| Ник Кэннон (3)                                       | Актёр/Комик       |
| Тамика Кэтчингс                                      | Игрок ЖНБА        |
| Джеймс Дентон                                        | Актёр             |
| Джейми Фокс (2)                                      | Актёр/Комик/Певец |
| Тони Поттс (2)                                       | Корреспондент     |
| Джонатан Сильверман                                  | Актёр             |
| Главный тренер: Грег Энтони (Аналитик ESPN)          |                   |
| Помощник главного тренера: Уэйн Ньютон (Певец/Актёр) |                   |

| Игрок                                                | Род деятельности  |
| ---------------------------------------------------- | ----------------- |
| Дэвид Аркетт                                         | Актёр             |
| Майкл-Кларк Дункан                                   | Актёр             |
| Тэй Диггз                                            | Актёр             |
| Дональд Фэйсон (4)                                   | Актёр             |
| Бобби Флэй                                           | Шеф-повар телешоу |
| Джейми Кеннеди                                       | Актёр/Комик       |
| Nelly (5)                                            | Певец/Актёр       |
| Кэти Смит                                            | Игрок ЖНБА        |
| ЛаДэйниан Томлинсон                                  | Игрок НФЛ         |
| Кэррот Топ                                           | Комик             |
| Крис Tакер                                           | Актёр/Комик       |
| Главный тренер: Тим Леглер (Аналитик ESPN)           |                   |
| Помощник главного тренера: Джеймс Пикенс-мл. (Актёр) |                   |

## Матч знаменитостей 2008
Матч знаменитостей НБА 2008 был сыгран 15 февраля 2008 года в «Ernest N. Morial Convention Center» в Новом Орлеане, Луизиана.
В игре приняли участие 17 знаменитостей. В середине второй четверти зрителей ждал сюрприз в виде появления игрока «Даллас Ковбойз» Террелла Оуэнса, который сыграл за команду Нового Орлеана. Оуэнс набрал 18 очков и даже отметился слэм-данком. Он был назван MVP матча, а его команда выиграла 51-50. Аналитик ESPN Рик Буше был комиссаром игры.
| 15 февраля 2008 | Протокол | Команда Новый Орлеан | 51:50 | Команда Хорнетс | Ernest N. Morial Convention Center, Новый Орлеан, Луизиана |

| Игрок                                                | Род деятельности |
| ---------------------------------------------------- | ---------------- |
| Эй-Джэй Кэллоуэй                                     | Корреспондент    |
| Сет Гиллиам                                          | Актёр            |
| Зак Гилфорд                                          | Актёр            |
| Тэйлор Хикс                                          | Певец            |
| Джеймс Лафферти                                      | Актёр            |
| Ne-Yo                                                | Певец/Актёр      |
| Террелл Оуэнс                                        | Игрок НФЛ        |
| Master P                                             | Рэпер            |
| Рут Райли                                            | Игрок ЖНБА       |
| Главный тренер: Габриэль Юнион (Актриса)             |                  |
| Генеральный менеджер: Стивен А. Смит (Аналитик ESPN) |                  |

| Игрок                                                         | Род деятельности |
| ------------------------------------------------------------- | ---------------- |
| Свин Кэш (2)                                                  | Игрок ЖНБА       |
| Common                                                        | Певец/Актёр      |
| Терри Крюс                                                    | Актёр            |
| Джеймс Кайсон-Ли                                              | Актёр            |
| Флойд Мэйвезер-мл.                                            | Боксёр           |
| Тони Поттс (3)                                                | Корреспондент    |
| Крис Tакер (2)                                                | Актёр/Комик      |
| Дион Сандерс                                                  | Легенда НФЛ      |
| Главный тренер: Алисса Милано (Актриса)                       |                  |
| Генеральный менеджер: Билл Уолтон (Легенда НБА/Аналитик ESPN) |                  |

## Матч знаменитостей 2009

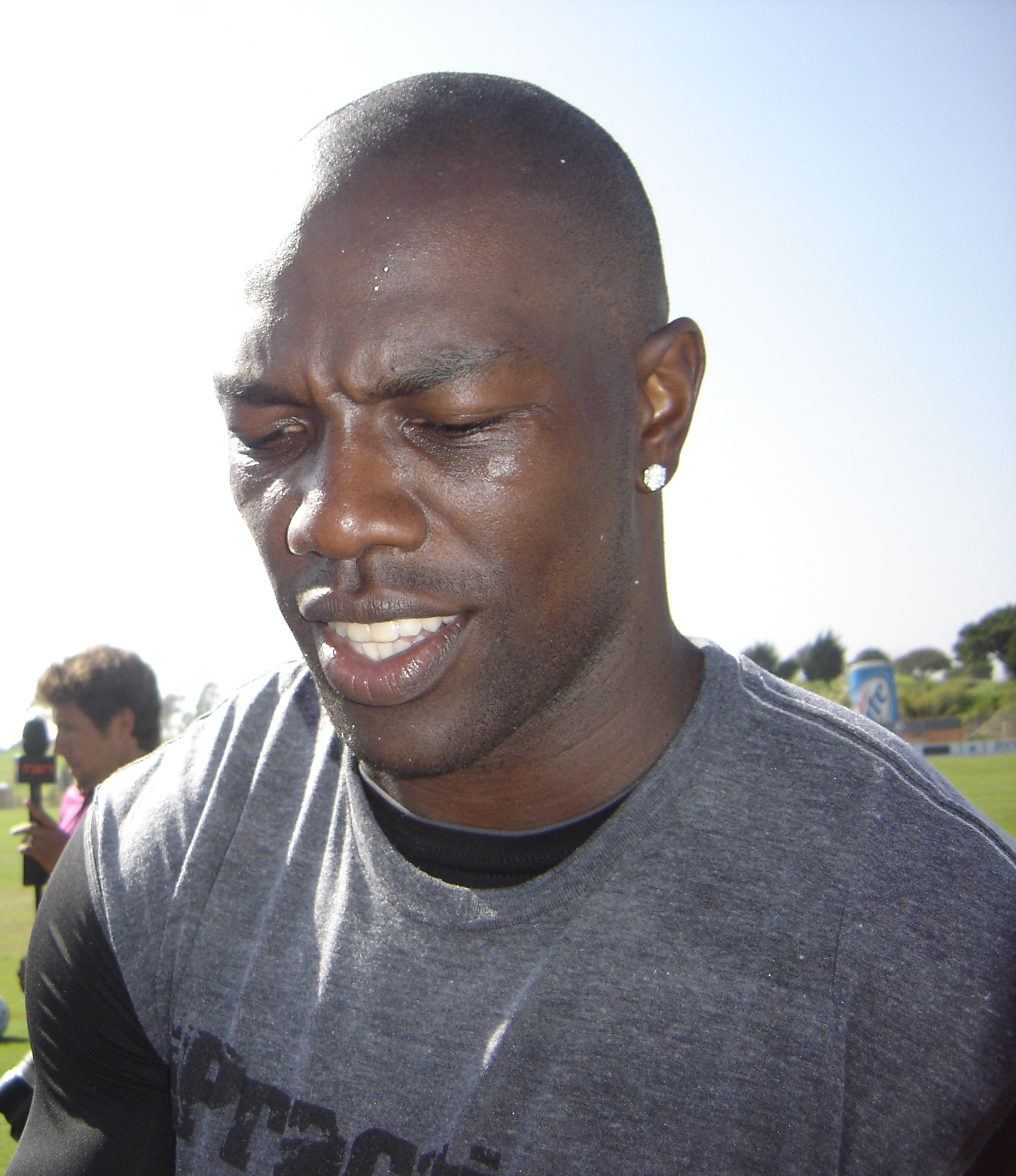
Террел Оуэнс выиграл второй год подряд титул MVP матча знаменитостей.

Матч знаменитостей НБА МакДоналдс 2009 был сыгран 13 февраля 2009 года в «Phoenix Convention Center» в Финиксе, Аризона.
Тренерами команд стали члены Зала славы баскетбола Мэджик Джонсон и Джулиус Ирвинг на счету которых в общей сложности участие в 23 матчах всех звёзд. В матче приняли участие бывшие игроки НБА Доминик Уилкинс, Клайд Дрекслер, Дэн Марли и Рик Фокс. В каждой команде было по одной представительнице женской НБА — Лиза Лесли и Кара Лоусон, а также по два игрока «Гарлем Глобтроттерс».
Прошлогодний MVP матча Террелл Оуэнс набрал 17 очков, что позволило его команде одержать победу со счётом 60:57. В итоге Оуэнс второй раз подряд был назван MVP. Во время игры на площадке появился ещё один член Зала славы баскетбола — Нэнси Либерман, которая присоединилась к команде Востока. Судьёй поединка стал комментатор ESPN Майк Брин.
| 13 февраля 2009 | Протокол | Восточный Восход | 60:57 | Западный Закат | Phoenix Convention Center, Финикс, Аризона |

| Игрок                                        | Род деятельности               |
| -------------------------------------------- | ------------------------------ |
| Доминик Уилкинс                              | Легенда НБА                    |
| Рик Фокс                                     | Легенда «Лос-Анджелес Лейкерс» |
| Кара Лоусон                                  | Игрок ЖНБА                     |
| Джеймс Дентон (2)                            | Актёр                          |
| Закари Ливай                                 | Актёр                          |
| Террел Оуэнс (2)                             | Игрок НФЛ                      |
| Кевин «Спешиал Кей» Дэйли                    | Игрок «Гарлем Глобтроттерс»    |
| Юджин «Уайлдкэт» Эдгерсон                    | Игрок «Гарлем Глобтроттерс»    |
| Нэнси Либерман                               | Легенда ЖНБА                   |
| Главный тренер: Джулиус Ирвинг (Легенда НБА) |                                |

| Игрок                                                      | Род деятельности            |
| ---------------------------------------------------------- | --------------------------- |
| Клайд Дрекслер                                             | Легенда НБА                 |
| Дэн Марли                                                  | Легенда «Финикс Санз»       |
| Лиза Лесли (2)                                             | Игрок ЖНБА                  |
| Дональд Фэйсон (5)                                         | Актёр                       |
| Майкл Рапапорт (2)                                         | Актёр                       |
| Крис Такер (3)                                             | Актёр/Комик                 |
| Шейн «Скутер» Кристенсен                                   | Игрок «Гарлем Глобтроттерс» |
| Крис «Хэндлес» Франклин                                    | Игрок «Гарлем Глобтроттерс» |
| Главный тренер: Мэджик Джонсон (Легенда НБА/Аналитик ESPN) |                             |

## Матч знаменитостей 2010
Матч знаменитостей НБА 2010 представленный «Final Fantasy XIII» был проведён 12 февраля 2010 года в «Dallas Convention Center» в Далласе, Техас.
Тренерами команд стали члены Зала славы баскетбола Алонзо Моурнинг и Мэджик Джонсон. В матче приняли участие три бывших игрока НБА — Роберт Орри (семикратный чемпион НБА), Рик Фокс (трёхкратный чемпион НБА), Крис Маллин (пятикратный участник Матча всех звёзд НБА), член Зала славы ЖНБА Нэнси Либерман, а также владелец «Даллас Маверикс» Марк Кьюбан. Команда Запада выиграла 41:37. Кевин «Спешиал Кей» Дэйли, один из четырёх игроков «Гарлем Глобтроттерс», которые принимали участие в матче, набрал 18 очков. MVP прошлых двух лет Террел Оуэнс набрал 10 очков. Актёр Майкл Рапапорт, который набрал 4 очка, был назван в MVP матча. К игрокам «Гарлем Глобтроттерс», принимавшим участие в матче, присоединились Фред «Кёрли» Нил и Антонио «Бакет» Блэйкс и развлекали зрителей во время тайм-аутов.
| 12 февраля 2010 | Протокол | Запад | 41:37 | Восток | Dallas Convention Center, Даллас, Техас |

| Игрок                                                      | Род деятельности            |
| ---------------------------------------------------------- | --------------------------- |
| Энтони Ким                                                 | Профессиональный гольфист   |
| Терренс Джей                                               | Телеведущий                 |
| Марк Кьюбан                                                | Владелец «Даллас Маверикс»  |
| Common (2)                                                 | Актёр/Музыкант              |
| Майкл Рапапорт (3)                                         | Актёр                       |
| Шейн «Скутер» Кристенсен (2)                               | Игрок «Гарлем Глобтроттерс» |
| Кевин «Спешиал Кей» Дэйли (2)                              | Игрок «Гарлем Глобтроттерс» |
| Бекки Хэммон (3)                                           | Игрок ЖНБА                  |
| Крис Маллин                                                | Легенда НБА                 |
| Роберт Орри                                                | Легенда НБА                 |
| Главный тренер: Мэджик Джонсон (Легенда НБА/Аналитик ESPN) |                             |
| Помощник главного тренера: Дрейк (Музыкант)                |                             |

| Игрок                                          | Род деятельности                        |
| ---------------------------------------------- | --------------------------------------- |
| Доктор Оз                                      | Доктор/Телеведущий                      |
| Крис Такер (4)                                 | Актёр/Комик                             |
| Джоэл Дэвид Мур                                | Актёр                                   |
| Pitbull                                        | Музыкант                                |
| Террел Оуэнс (3)                               | Игрок НФЛ                               |
| Герберт «Флайт Тайм» Лэнг                      | Игрок «Гарлем Глобтроттерс»             |
| Натаниэль «Биг Изи» Лофтон                     | Игрок «Гарлем Глобтроттерс»             |
| Энджел МакКотри                                | Игрок ЖНБА                              |
| Нэнси Либерман (2)                             | Легенда ЖНБА/Член Зала славы баскетбола |
| Рик Фокс (2)                                   | Легенда НБА                             |
| Главный тренер: Алонзо Моурнинг (Легенда НБА)  |                                         |
| Помощник главного тренера: Марио Лопес (Актёр) |                                         |

## Матч знаменитостей 2011
Матч знаменитостей НБА BBVA 2011 был сыгран 18 февраля 2011 года в «Los Angeles Convention Center» в Лос-Анджелесе, Калифорния.
Тренерами команд стали члены Зала славы баскетбола Билл Уолтон и Мэджик Джонсон. Их помощниками были комики Джейсон Александер и Тай Баррелл. У каждой команды были псевдо «генеральные менеджеры», которые симулировали выбор состава команд.
MVP матча был выбран путём голосования с помощью SMS и социальных медиа, им стал Джастин Бибер. Он набрал 8 очков, сделал 2 подбора и отдал 4 результативных передачи. Легенда НБА Крис Маллин сказал о Бибере: «Он провёл хорошую игру... но, что более важно, он проявил большую страсть. Он показал, как любит игру».
| 18 февраля 2011 | Протокол | Восток | 54:49 | Запад | Los Angeles Convention Center, Лос-Анджелес, Калифорния |

| Игрок                                                   | Род деятельности               |
| ------------------------------------------------------- | ------------------------------ |
| Ник Кэннон (4)                                          | Телеведущий/Актёр              |
| Тамика Кэтчингс (2)                                     | Игрок ЖНБА                     |
| Common (3)                                              | Певец/Автор песен/Актёр        |
| Арне Дункан                                             | Министр образования США        |
| Крис Маллин (2)                                         | Бывший Игрок НБА/Аналитик ESPN |
| Скотти Пиппен                                           | Легенда НБА                    |
| Майкл Рапапорт (4)                                      | Конферансье/Актёр              |
| Митч Ричмонд                                            | Бывший Игрок НБА               |
| Джейсон Судейкис                                        | Телеведущий/Актёр              |
| Главный тренер: Билл Уолтон (Легенда НБА/Аналитик ESPN) |                                |
| Помощник главного тренера: Джейсон Александер (Актёр)   |                                |
| Генеральный менеджер: Билл Симмонс (Обозреватель ESPN)  |                                |

| Игрок                                                      | Род деятельности               |
| ---------------------------------------------------------- | ------------------------------ |
| Джастин Бибер                                              | Певец/Автор песен              |
| Свин Кэш (3)                                               | Игрок ЖНБА                     |
| Рик Фокс (3)                                               | Бывший Игрок НБА/Актёр         |
| Эй-Си Грин                                                 | Бывший Игрок НБА               |
| Роб Кардашян                                               | Телеведущий/Модель             |
| Закари Ливай (2)                                           | Актёр/Певец                    |
| Ромео Миллер                                               | Конферансье/Актёр              |
| Джейлен Роуз                                               | Бывший Игрок НБА/Аналитик ESPN |
| Трей Сонгз                                                 | Певец/Автор песен              |
| Главный тренер: Мэджик Джонсон (Легенда НБА/Аналитик ESPN) |                                |
| Помощник главного тренера: Тай Баррелл (Актёр)             |                                |
| Генеральный менеджер: Джимми Киммел (Комик)                |                                |

## Матч знаменитостей 2012
Матч знаменитостей НБА Sprint 2012 был сыгран 24 февраля 2012 в «Orange County Convention Center» в Орландо, Флорида.
В матче приняли участие J. Cole, Common, Винни Гуаданьино, Кевин Харт и Ne-Yo.
Министр образования США Арне Дункан набрал 17 очков и сделал 8 подборов, но MVP матча был назван его партнёр по команде Кевин Харт, который набрал 8 очков и отдал 6 передач, а также получил 2 технических фола и был удалён из игры примерно за минуту до конца за несогласие с решением судьи. Восток выиграл игру 86:54. Команду Востока тренировал центровой «Орландо Мэджик» Дуайт Ховард, а Запада — форвард «Оклахома-Сити Тандер» Кевин Дюрант.
| 24 февраля 2012 | Протокол | Восток | 86:54 | Запад | Orange County Convention Center, Орландо, Флорида |

| Игрок                                    | Род деятельности                                     |
| ---------------------------------------- | ---------------------------------------------------- |
| Ник Андерсон                             | Легенда НБА                                          |
| Тамика Кэтчингс (3)                      | Игрок ЖНБА                                           |
| J. Cole                                  | Рэпер                                                |
| Арне Дункан (2)                          | Министр образования США                              |
| Дуг Готтлиб                              | Аналитик ESPN                                        |
| Винни Гуаданьино                         | Актёр реалити-шоу «Jersey Shore»                     |
| Пенни Хардуэй                            | Легенда НБА                                          |
| Кевин Харт                               | Актёр/Комик                                          |
| Джонотан Скотт                           | Подрядчик/Совладелец реалити-шоу «Property Brothers» |
| Главный тренер: Дуайт Ховард (Игрок НБА) |                                                      |

| Игрок                                    | Род деятельности                                                   |
| ---------------------------------------- | ------------------------------------------------------------------ |
| Хавьер Колон                             | Певец/Автор песен                                                  |
| Common (4)                               | Рэпер/Актёр                                                        |
| Тим Хардуэй                              | Легенда НБА                                                        |
| Крис Маллин (3)                          | Легенда НБА/Аналитик ESPN                                          |
| Ne-Yo (2)                                | Певец/Актёр                                                        |
| Митч Ричмонд (2)                         | Легенда НБА                                                        |
| Дрю Скотт                                | Эксперт по недвижимости/Совладелец реалити-шоу «Property Brothers» |
| Джей-Би Смув                             | Актёр/Комик                                                        |
| Джесси Уильямс                           | Актёр/Модель                                                       |
| Главный тренер: Кевин Дюрант (Игрок НБА) |                                                                    |

## Матч знаменитостей 2013
Матч знаменитостей НБА Sprint 2013 был сыгран 15 февраля 2013 года в «George R. Brown Convention Center» в Хьюстоне, Техас.
В матче приняли участие 18 игроков, в том числе ямайский спринтер, Олимпийский чемпион Усэйн Болт, корреспондент «Entertainment Tonight» Рокси Диас, актёр Джош Хатчерсон, корреспондент «ABC News» Джон Скриффен и комик Кевин Харт. Тренерами команды были разыгрывающий «Оклахома-Сити Тандер» Расселл Уэстбрук и атакующий защитник «Хьюстон Рокетс» Джеймс Харден.
Джош Хатчерсон стал лучшим бомбардиром команды Востока с 11 очками, у Запада Арне Дункан и Терренс Джей так же набрали по 11 очков. Однако, MVP матча получил их партнёр по команде Кевин Харт, который набрал 5 очков, сделал 3 подбора и 1 результативную передачу. Харт стал вторым кто получил этот титул дважды подряд, раньше это удавалось сделать только Терреллу Оуэнсу в 2008 и 2009 годах.
| 15 февраля 2013 | Протокол | Запад | 58:38 | Восток | George R. Brown Convention Center, Хьюстон, Техас |

| Игрок                                                           | Род деятельности        |
| --------------------------------------------------------------- | ----------------------- |
| Common (5)                                                      | Рэпер/Актёр             |
| Клайд Дрекслер (2)                                              | Легенда НБА             |
| Кевин Харт (3)                                                  | Комик/Актёр             |
| Арне Дункан (3)                                                 | Министр образования США |
| Терренс Джей (2)                                                | Телеведущий             |
| Майя Мур                                                        | Игрок ЖНБА              |
| Дикембе Мутомбо                                                 | Легенда НБА             |
| Райан Руссилло                                                  | Радиоведущий            |
| Джон Скриффен                                                   | Корреспондент           |
| Главный тренер: Джеймс Харден (Игрок НБА)                       |                         |
| Помощник главного тренера: Саманта Харрис (Телеведущая/Актриса) |                         |

| Игрок                                                   | Род деятельности               |
| ------------------------------------------------------- | ------------------------------ |
| Усэйн Болт                                              | Олимпийский чемпион по спринту |
| Брюс Боуэн                                              | Бывший игрок НБА               |
| Ник Кэннон (5)                                          | Телеведущей/Актёр              |
| Тамика Кэтчингс (4)                                     | Игрок ЖНБА                     |
| Рокси Диас                                              | Корреспондент                  |
| Шон Эллиотт                                             | Легенда НБА                    |
| Джош Хатчерсон                                          | Актёр                          |
| Ne-Yo (3)                                               | Певец/Актёр                    |
| Трей Сонгз (2)                                          | Певец/Автор песен              |
| Главный тренер: Расселл Уэстбрук (Игрок НБА)            |                                |
| Помощник главного тренера: Куин Латифа (Певица/Актриса) |                                |

## Матч знаменитостей 2014

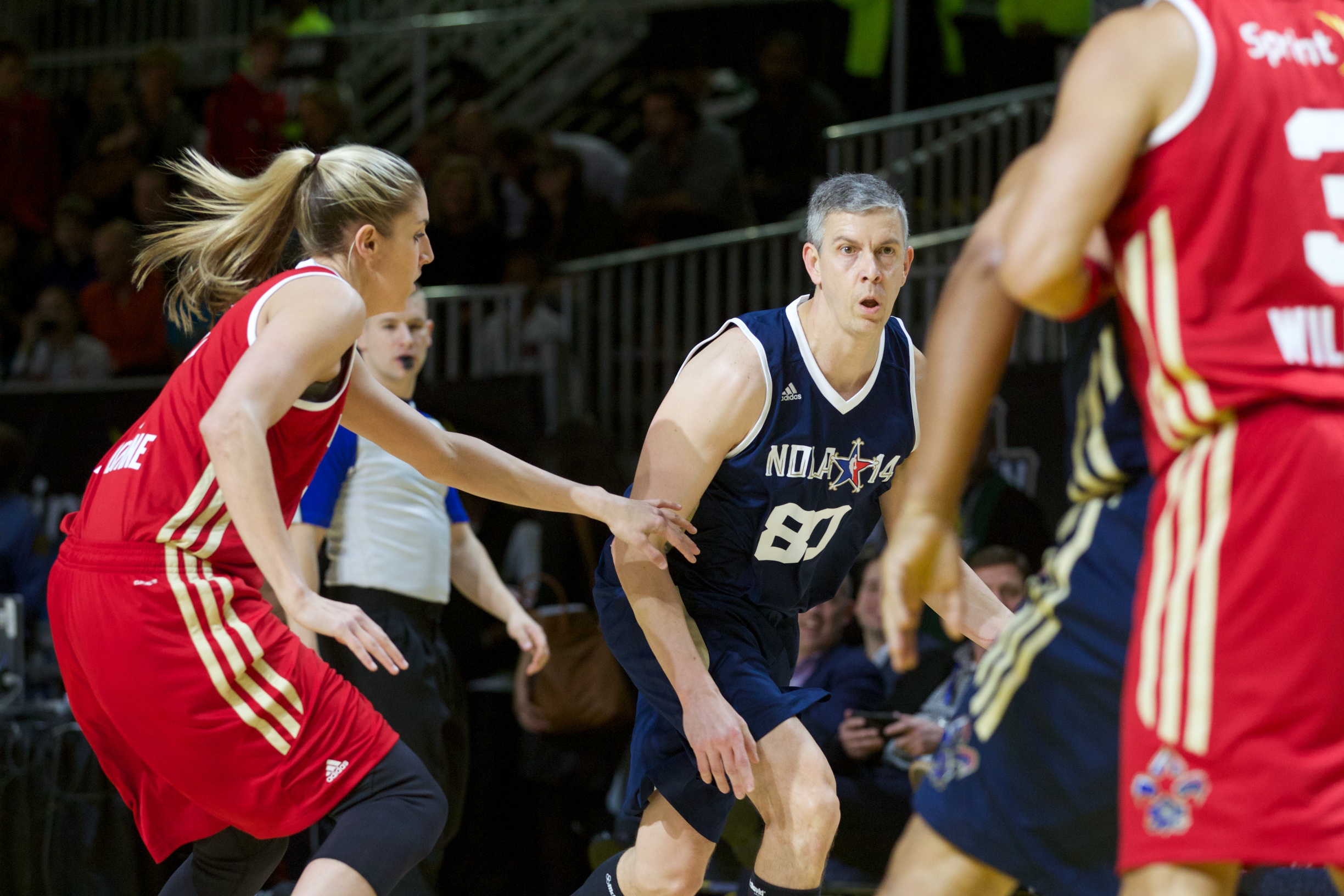
Арне Дункан в матче знаменитостей в 2014 году.

Матч знаменитостей НБА Sprint 2014 был сыгран 14 февраля 2014 года в «Sprint Arena» в Новом Орлеане, Луизиана.
В матче приняли участие 18 игроков, в том числе комик, актёр и двукратный MVP Матча знаменитостей Кевин Харт, Модель Victoria’s Secret Эрин Хитертон, радиоведущие шоу «Mike & Mike» Майк Голик и Майк Гринберг, хип-хоп артист Snoop Dogg, актёр Майкл Б. Джордан, Министр образования США Арне Дункан и другие. Тренерами команд стали ведущие «NBA Countdown» Билл Симмонс и Джейлен Роуз. Брэндон Франклин, выигравший лотерею «Стань помощником главного тренера на один день», работал в качестве помощника тренера команды Востока.
Арне Дункан стал лучшим бомбардиром матча с 20 очками, добавив к этому 11 подборов и 6 передач, а его команда победила команду Запада 60:56. Игрок Запада Кевин Харт, набравший 7 очков и сделавший 4 передачи, вновь был выбран зрителями MVP матча. Однако, из-за своей тусклой игры, он отдал награду Арне Дункану.
| 14 февраля 2014 | Протокол | Восток | 60:56 | Запад | Sprint Arena, Новый Орлеан, Луизиана |

| Игрок | Род деятельности           |
| --- | -------------------------- |
| Брюс Боуэн (2)                                                                                               | Бывший игрок НБА           |
| Ник Кэннон (6)                                                                                               | Телеведущей/Актёр          |
| Скайлар Диггинс                                                                                              | Игрок ЖНБА                 |
| Арне Дункан (4)                                                                                              | Министр образования США    |
| Майк Гринберг                                                                                                | Радиоведущий               |
| Кристен Ледлоу                                                                                               | Ведущая «NBA Inside Stuff» |
| Ромео Миллер (2)                                                                                             | Конферансье/Актёр          |
| Стэн Верретт                                                                                                 | Ведущий «SportsCenter»     |
| Wale | Рэпер                      |
| Главный тренер: Джейлен Роуз (Бывший игрок НБА/Аналитик НБА)                                                 |                            |
| Помощник главного тренера: Дэвид Джейкоби (Продюсер ESPN/Автор и редактор спортивного блога «Grantland»)     |                            |
| Помощник главного тренера: Брэндон Франклин (Победитель лотереи «Стань помощником гл. тренера на один день») |                            |

| Игрок                                                                    | Род деятельности         |
| ------------------------------------------------------------------------ | ------------------------ |
| Тамика Кэтчингс (5)                                                      | Игрок ЖНБА               |
| Елена Делле Донн                                                         | Игрок ЖНБА               |
| Snoop Dogg                                                               | Рэпер/Актёр              |
| Майк Голик                                                               | Радиоведущий             |
| Кевин Харт (4)                                                           | Комик/Актёр              |
| Эрин Хитертон                                                            | Модель Victoria’s Secret |
| Терренс Джей (3)                                                         | Телеведущий              |
| Майкл Б. Джордан                                                         | Актёр                    |
| Джесси Уильямс (2)                                                       | Актёр                    |
| Главный тренер: Билл Симмонс (Спортивный обозреватель/Аналитик НБА)      |                          |
| Помощник главного тренера: Зак Лоу (Автор спортивного блога «Grantland») |                          |

## Матч знаменитостей 2015
Матч знаменитостей НБА Sprint 2015 был сыгран 13 февраля 2015 года в «Мэдисон-Сквер-Гарден» в Нью-Йорке. Это был первый в истории Матч знаменитостей, который был проведён в той же арене, что и основной Матч всех звёзд НБА.
Игра транслировалась по национальному каналу ESPN.
В матче приняли участие 20 игроков, включая фронтмена группы «Arcade Fire» Уина Батлера, болливудского актёра Абхишека Баччана, питчера детской бейсбольной лиги Мо’не Дэвиса, игрок ЖНБА Скайлар Диггинс, спортсмен-паралимпионик Блэйк Липер, член Зала славы баскетбола Крис Маллин и владелец «Мемфис Гриззлис» Роберт Пера, а также MVP Матча знаменитостей Майкл Рапапорт (2010 года) и Кевин Харт (2012, 2013 и 2014 годов).
Радиоведущие шоу «Mike & Mike» Майк Голик и Майк Гринберг были тренерами команд. Помощниками главного тренера команды Запада стали кинорежиссёр Спайк Ли и легенда тенниса Джон МакИнрой, а Востока — форвард «Нью-Йорк Никс» Кармело Энтони и бывший центровой «Бейлор Бирз» Айзеа Остин. Актриса и певица Кеке Палмер исполнила национальный гимн, а канадская регги-фьюжн группа «Magic!» выступила в перерыве матча.
Хотя Запад, во главе с разыгрывающей «Атланта Дрим» Шони Шиммель, набравшей 17 очков, обыграл Восток 57:51, игрок Востока Кевин Харт, набравший 15 очков стал MVP матча. Это был четвёртый титул Харта подряд, что является рекордом для Матча знаменитостей. Позже Харт объявил о своём уходе из ежегодного Матча знаменитостей.
| 13 февраля 2015 | Протокол | Запад | 57:51 | Восток | Мэдисон-Сквер-Гарден, Нью-Йорк, Нью-Йорк |

| Игрок                                                      | Род деятельности                |
| ---------------------------------------------------------- | ------------------------------- |
| Энтони Андерсон (2)                                        | Актёр                           |
| Уин Батлер                                                 | Певец                           |
| Ник Кэннон (7)                                             | Телеведущей/Актёр               |
| Мо’не Дэвис                                                | Питчер детской бейсбольной лиги |
| Скайлар Диггинс (2)                                        | Игрок ЖНБА                      |
| Энсел Эльгорт                                              | Актёр                           |
| Крис Маллин (4)                                            | Легенда НБА                     |
| Роберт Пера                                                | Владелец «Мемфис Гриззлис»      |
| Сара Сильверман                                            | Комик/Актриса                   |
| Джесси Уильямс (3)                                         | Актёр                           |
| Главный тренер: Майк Голик (Радиоведущий)                  |                                 |
| Помощник главного тренера: Спайк Ли (Кинорежиссёр/Актёр)   |                                 |
| Помощник главного тренера: Джон МакИнрой (Легенда тенниса) |                                 |

| Игрок                                                               | Род деятельности           |
| ------------------------------------------------------------------- | -------------------------- |
| Абхишек Баччан                                                      | Болливудский актёр         |
| Чедвик Боузман                                                      | Актёр                      |
| Тина Чарльз                                                         | Игрок ЖНБА                 |
| Common (6)                                                          | Рэпер/Актёр                |
| Кевин Харт (5)                                                      | Комик/Актёр                |
| Аллан Хьюстон                                                       | Легенда НБА                |
| Кристен Ледлоу (2)                                                  | Ведущая «NBA Inside Stuff» |
| Блэйк Липер                                                         | Спортсмен-паралимпионик    |
| Майкл Рапапорт (5)                                                  | Актёр                      |
| Шони Шиммель                                                        | Игрок ЖНБА                 |
| Главный тренер: Майк Гринберг (Радиоведущий)                        |                            |
| Помощник главного тренера: Кармело Энтони (Игрок НБА)               |                            |
| Помощник главного тренера: Айзея Остин (Бывший игрок «Бейлор Бирз») |                            |

## Матч знаменитостей 2016
Матч знаменитостей НБА 2016 был сыгран 12 февраля 2016 года в «Ricoh Coliseum» в Торонто, Онтарио, Канада.
Игра проходила между Командой Канады и Командой США, тренерами которых стали канадский рэпер Дрейк и четырежды MVP Матча знаменитостей Кевин Харт, соответственно. В матче принял участие 21 игрок, в том числе актёры Стефан Джеймс, Джейсон Судейкис, Энтони Андерсон, О’Ши Джексон-младший (сын рэпера Ice Cube), Джоэл-Дэвид Мур и Том Кавана, телеведущие Ник Кэннон и Терренс Джей, бывшие игроки НБА Чонси Биллапс, Магси Богз, Трэйси МакГрэди и Рик Фокс, а также игроки ЖНБА Елена делле Донн и Тэмми Саттон-Браун.
Несмотря на усилия главного тренера Кевина Харта, который сыграл во второй половине матча, Команда Канады выиграла 74:64, а Уин Батлер стал MVP матча.
| 12 февраля 2016 | Протокол | Команда США | 64:74 | Команда Канады | Ricoh Coliseum, Торонто, Онтарио |

| Игрок                                                                               | Род деятельности                            |
| ----------------------------------------------------------------------------------- | ------------------------------------------- |
| Энтони Андерсон (3)                                                                 | Актёр                                       |
| Чонси Биллапс                                                                       | Бывший чемпион НБА/Участник Матч всех звёзд |
| Магси Богз (2)                                                                      | Бывший игрок НБА                            |
| Ник Кэннон (8)                                                                      | Телеведущей/Актёр                           |
| Елена делле Донн (2)                                                                | Игрок ЖНБА                                  |
| О’Ши Джексон-мл.                                                                    | Актёр                                       |
| Терренс Джей (4)                                                                    | Телеведущей/Актёр                           |
| Марк Лазри                                                                          | Владелец «Милуоки Бакс»                     |
| Джоэл-Дэвид Мур (2)                                                                 | Актёр                                       |
| Джейсон Судейкис (2)                                                                | Актёр/Комик                                 |
| Главный тренер: Кевин Харт (Актёр)                                                  |                                             |
| Помощник главного тренера: Бекки Хэммон (Ассистент гл. тренера «Сан-Антонио Спёрс») |                                             |
| Помощник главного тренера: Айзея Томас (Игрок «Бостон Селтикс»)                     |                                             |
| Помощник главного тренера: Андре Драммонд (Игрок «Детройт Пистонс»)                 |                                             |

| Игрок                                                                          | Род деятельности                        |
| ------------------------------------------------------------------------------ | --------------------------------------- |
| Эжени Бушар                                                                    | Теннисистка                             |
| Уин Батлер (2)                                                                 | Певец                                   |
| Том Кавана (2)                                                                 | Актёр                                   |
| Рик Фокс (4)                                                                   | Бывший игрок НБА/Аналитик NBA TV        |
| Стефан Джеймс                                                                  | Актёр                                   |
| Трэйси МакГрэди                                                                | Легенда НБА                             |
| Милош Раонич                                                                   | Теннисист                               |
| Дрю Скотт (2)                                                                  | Ведущий реалити-шоу «Property Brothers» |
| Джонотан Скотт (2)                                                             | Ведущий реалити-шоу «Property Brothers» |
| Тэмми Саттон-Браун                                                             | Бывший игрок ЖНБА                       |
| Крис Ву                                                                        | Актёр/Певец                             |
| Главный тренер: Дрейк (Рэпер)                                                  |                                         |
| Помощник главного тренера: Стив Нэш (Легенда НБА)                              |                                         |
| Помощник главного тренера: Хосе Баутиста (Игрок клуба MLB «Торонто Блю Джейс») |                                         |
| Помощник главного тренера: Демар ДеРозан (Игрок «Торонто Рэпторс»)             |                                         |

## Матч знаменитостей 2017
Матч знаменитостей 2017 был сыгран 17 февраля 2017 года в «Mercedes-Benz Superdome» в Новом Орлеане, Луизиана.
Тренерами команд выступили ведущие программы ESPN «SportsCenter» Майкл Смит (Запад) и Джемел Хилл (Восток). В игре приняли участие 23 игрока, в том числе актёры Энсел Эльгорт, Калеб МакЛафлин и Ромео Миллер, телеведущий Ник Кэннон, легенды НБА Джейсон Уильямс и Бэрон Дэвис, а также игроки ЖНБА Линдсей Уэйлен и Кэндис Паркер.
Команда Востока установила рекорд результативности Матчей знаменитостей, набрав 88 очков, а их победное преимущество в 29 очков стало вторым по величине за всю историю. Несмотря на то, что прошлогодний MVP Уин Батлер набрал 22 очка и 11 подборов, его товарищ по команде Брэндон Армстронг стал MVP этого матча с 16 очками и 15 подборами.
| 17 февраля 2017 | Протокол | Восток | 88:59 | Запад | Mercedes-Benz Superdome, Новый Орлеан, Луизиана |

| Игрок                                                           | Род деятельности                       |
| --------------------------------------------------------------- | -------------------------------------- |
| Брэндон Армстронг                                               | Звезда соц. сетей/Бывший игрок Ди-Лиги |
| Уин Батлер (3)                                                  | Музыкант                               |
| Ник Кэннон (9)                                                  | Телеведущей/Актёр/Рэпер                |
| Рейчел ДеМита                                                   | Ведущая NBA 2K TV                      |
| Энсел Эльгорт (2)                                               | Актёр                                  |
| Марк Лазри (2)                                                  | Владелец «Милуоки Бакс»                |
| Калеб МакЛафлин                                                 | Актёр                                  |
| Питер Розенберг                                                 | Медиа-персона                          |
| Оскар Шмидт                                                     | Олимпийская легенда баскетбола         |
| Линдсей Уэйлен                                                  | Игрок ЖНБА                             |
| Джейсон Уильямс                                                 | Легенда НБА                            |
| Крис Ву (2)                                                     | Актёр/Певец                            |
| Главный тренер: Джемел Хилл (Ведущий ESPN)                      |                                        |
| Помощник главного тренера: Кайл Лоури (Игрок «Торонто Рэпторс») |                                        |
| Помощник главного тренера: Fat Joe (Рэпер)                      |                                        |
| Помощник главного тренера: DJ Khaled (Рэпер)                    |                                        |

| Игрок                                                                    | Род деятельности           |
| ------------------------------------------------------------------------ | -------------------------- |
| Марк Кьюбан (2)                                                          | Владелец «Даллас Маверикс» |
| Бэрон Дэвис                                                              | Легенда НБА                |
| Энди Граммер                                                             | Музыкант                   |
| Цзян Цзиньфу                                                             | Актёр/Модель               |
| Энтони Маки                                                              | Актёр                      |
| Ромео Миллер (3)                                                         | Актёр                      |
| Хасан Минхадж                                                            | Актёр/Комик                |
| Ннека Огвумике                                                           | Игрок ЖНБА                 |
| Master P (2)                                                             | Актёр/Рэпер                |
| Кэндис Паркер                                                            | Игрок ЖНБА                 |
| Аарон Санчез                                                             | Знаменитый шеф-повар       |
| Главный тренер: Майкл Смит (Ведущий ESPN)                                |                            |
| Помощник главного тренера: Дрэймонд Грин (Игрок «Голден Стэйт Уорриорз») |                            |
| Помощник главного тренера: Рокси Диаз (Телеведущая)                      |                            |

## Матч знаменитостей 2018
Матч знаменитостей НБА Ruffles 2018 был сыгран 16 февраля 2018 года в «Los Angeles Convention Center» в Лос-Анджелесе, Калифорния.
Победу в матче Команда Клипперс со счетом 75:66. MVP матча был признан Quavo, который набрал 19 очков. У проигравших 16 очками отметилась Рейчел ДеМита.
| 16 февраля 2018 |  | Команда Лейкерс | 66:75 | Команда Клипперс | Los Angeles Convention Center, Лос-Анджелес, Калифорния |

| Игрок                                                                  | Род деятельности        |
| ---------------------------------------------------------------------- | ----------------------- |
| Джастин Бибер (2)                                                      | Певец/Музыкант          |
| Стило Брим                                                             | Телеведущей/Актёр       |
| Ник Кэннон (10)                                                        | Телеведущей/Актёр/Рэпер |
| Теренс Кроуфорд                                                        | Боксёр                  |
| Рейчел ДеМита (2)                                                      | Ведущая NBA 2K TV       |
| Джерри Феррара                                                         | Актёр                   |
| Фли                                                                    | Музыкант                |
| Майкл Б. Джордан                                                       | Актёр                   |
| Марк Лазри (3)                                                         | Владелец «Милуоки Бакс» |
| Трэйси МакГрэди (2)                                                    | Легенда НБА             |
| Калеб МакЛафлин (2)                                                    | Актёр                   |
| Кэндис Паркер (2)                                                      | Игрок ЖНБА              |
| Нейт Робинсон                                                          | Бывший игрок НБА        |
| Дрю Скотт (3)                                                          | Актёр                   |
| Крис Ву (3)                                                            | Актёр/Певец             |
| Главный тренер: Рейчел Николс (Ведущая ESPN)                           |                         |
| Помощник главного тренера: Трэйси МакГрэди (Легенда НБА/Аналитик ESPN) |                         |
| Помощник главного тренера: Майкл Б. Джордан (Актёр)                    |                         |

| Игрок                                                           | Род деятельности                       |
| --------------------------------------------------------------- | -------------------------------------- |
| Энтони Андерсон (4)                                             | Актёр                                  |
| Брэндон Армстронг (2)                                           | Звезда соц. сетей/Бывший игрок Ди-Лиги |
| Майлз Браун                                                     | Актёр                                  |
| Уин Батлер (4)                                                  | Музыкант                               |
| Common (7)                                                      | Рэпер/Актёр                            |
| Андре де Грасс                                                  | Олимпийский спринтер                   |
| Стефани Долсон                                                  | Игрок ЖНБА                             |
| Джейми Фокс                                                     | Актёр/Комик/Певец                      |
| Пол Пирс                                                        | Легенда НБА                            |
| Дэша Поланко                                                    | Актриса                                |
| Quavo                                                           | Рэпер                                  |
| Offset                                                          | Рэпер                                  |
| Бубба Уотсон                                                    | Гольфист                               |
| Джейсон Уильямс (2)                                             | Легенда НБА                            |
| Главный тренер: Кэти Нолан (Ведущая ESPN)                       |                                        |
| Помощник главного тренера: Пол Пирс (Легенда НБА/Аналитик ESPN) |                                        |
| Помощник главного тренера: Common (Рэпер, актёр)                |                                        |

## Матч знаменитостей 2019
Матч знаменитостей НБА Ruffles 2019 был сыгран 15 февраля 2019 года в «Bojangles' Coliseum» в Шарлотт, Северная Каролина.
В составе хозяев играли те, кто родился, вырос и (или) играл в Северной или Южной Каролине. В обеих командах было по одному «Герою родного города» (Hometown Hero), в честь почётных граждан, которые воспользовались случаем, чтобы помочь спасти других во время нужды. За команду хозяев играл Джейсон Уайнменн, 47-летний морской пехотинец, который использовал свой военно-транспортный автомобиль для спасения жителей Нью-Берна во время урагана Флоренс в 2018 году. За команду гостей сыграл Джеймс Шоу-младший, 29-летний техник-электрик, который разоружил стрелка устроившего стрельбу в ресторане Waffle House в Нашвилле (Теннесси).
Победу в матче знаменитостей одержала команда Хозяев со счётом 82:80.Самым ценным игроком матча был признан Famous Los, который набрал 22 очка, 2 подбора и 3 передачи.
| 15 февраля 2019 |  | Команда Хозяев | 82:80 | Команда Гостей | Bojangles' Coliseum, Шарлотт, Северная Каролина |

| Игрок                                                                                  | Род деятельности               |
| -------------------------------------------------------------------------------------- | ------------------------------ |
| Майк Колтер                                                                            | Актёр (Люк Кейдж)              |
| Крис Дотри                                                                             | Певец («Daughtry»)             |
| Терренс Джей (5)                                                                       | Телеведущей/Актёр              |
| Famous Los                                                                             | Комик/Звезда соц. сетей        |
| Доктор Оз (2)                                                                          | Телеведущий                    |
| Rapsody                                                                                | Рэперша                        |
| Бо Райнхарт                                                                            | Музыкант («Needtobreathe»)     |
| Джей-Би Смув (2)                                                                       | Актёр/Комик                    |
| Стив Смит-ст.                                                                          | Бывший игрок НФЛ               |
| Эйжа Уилсон                                                                            | Игрок ЖНБА                     |
| Джей Уильямс                                                                           | Аналитик ESPN/Бывший игрок НБА |
| Джейсон Уайнменн                                                                       | Герой родного города           |
| Главный тренер: Дон Стэйли (Гл. тренер Университета Юж. Каролины)                      |                                |
| Помощник главного тренера: Лиза Бойер (Помощник гл. тренера Университета Юж. Каролины) |                                |

| Игрок                                               | Род деятельности                    |
| --------------------------------------------------- | ----------------------------------- |
| Ронни 2K                                            | Директор по маркетингу 2K           |
| Рэй Аллен                                           | Бывший игрок НБА                    |
| Эй-Джей Бакли                                       | Актёр                               |
| Bad Bunny                                           | Певец                               |
| Стефани Долсон (2)                                  | Игрок ЖНБА                          |
| Марк Лазри (4)                                      | Владелец «Милуоки Бакс»             |
| Хасан Минхадж (2)                                   | Актёр/Комик                         |
| Quavo (2)                                           | Рэпер («Migos»)                     |
| Адам Рэй                                            | Ведущий подкаста «About Last Night» |
| Аманда Силс                                         | Актриса/Комик/Музыкант              |
| Брэд Уильямс                                        | Ведущий подкаста «About Last Night» |
| Джеймс Шоу-мл.                                      | Герой родного города                |
| Главный тренер: Сью Бёрд (Игрок ЖНБА)               |                                     |
| Помощник главного тренера: Монте Моррис (Игрок НБА) |                                     |

## Матч знаменитостей 2020
Матч знаменитостей НБА Ruffles 2020 был сыгран 14 февраля 2020 года в «Wintrust Arena» в Чикаго, Иллинойс.
Тренерами команд были аналитик ток-шоу «First Take» Стивен А. Смит и ведущий спорт-шоу «Pardon the Interrupt» Майкл Уилбон. Команда Уилбон победила Команду Стивен А. 62:47. Common стал MVP с 10 очками, 5 подборами и 5 передачами.
| 14 февраля 2020 |  | Команда Стивен А. | 47:62 | Команда Уилбон | Wintrust Arena, Чикаго, Иллинойс |

| Игрок                                                        | Род деятельности             |
| ------------------------------------------------------------ | ---------------------------- |
| Ронни 2K                                                     | Директор по маркетингу 2K    |
| Энтони «Спайс» Адамс                                         | Актёр/Комик/Бывший игрок НФЛ |
| Тейлор Беннетт                                               | Рэпер                        |
| ЛаРойс Хоукинс                                               | Актёр                        |
| Лил Рел Хаури                                                | Актёр/Комик                  |
| Марк Лазри (5)                                               | Совладелец «Милуоки Бакс»    |
| Дариус Майлз                                                 | Бывший игрок НБА             |
| Кейтлин Охаши                                                | Гимнастка                    |
| Quavo (3)                                                    | Рэпер                        |
| Chance the Rapper                                            | Рэпер                        |
| Эйжа Уилсон (2)                                              | Игрок ЖНБА                   |
| Главный тренер: Стивен А. Смит (Комментатор ESPN)            |                              |
| Помощник главного тренера: Гай Фьери (Телеведущий/Шеф-повар) |                              |

| Игрок                                             | Род деятельности                |
| ------------------------------------------------- | ------------------------------- |
| Хосе Андрес                                       | Шеф-повар/Филантроп             |
| Джон Батист                                       | Музыкант                        |
| Кейн Браун                                        | Певец/Обладатель 4-х премий AMA |
| Bad Bunny (2)                                     | Певец                           |
| Хэннибал Бёресс                                   | Актёр/Комик                     |
| Common (8)                                        | Рэпер                           |
| Челси Грей                                        | Игрок ЖНБА                      |
| Jidenna                                           | Певец                           |
| Famous Los (2)                                    | Комик/Звезда соц. сетей         |
| Алекс Моффат                                      | Актёр/Комик                     |
| Квентин Ричардсон (2)                             | Бывший игрок НБА                |
| Главный тренер: Майкл Уилбон (Комментатор ESPN)   |                                 |
| Помощник главного тренера: Джесси Уильямс (Актёр) |                                 |